# الزراعة في إسكتلندا

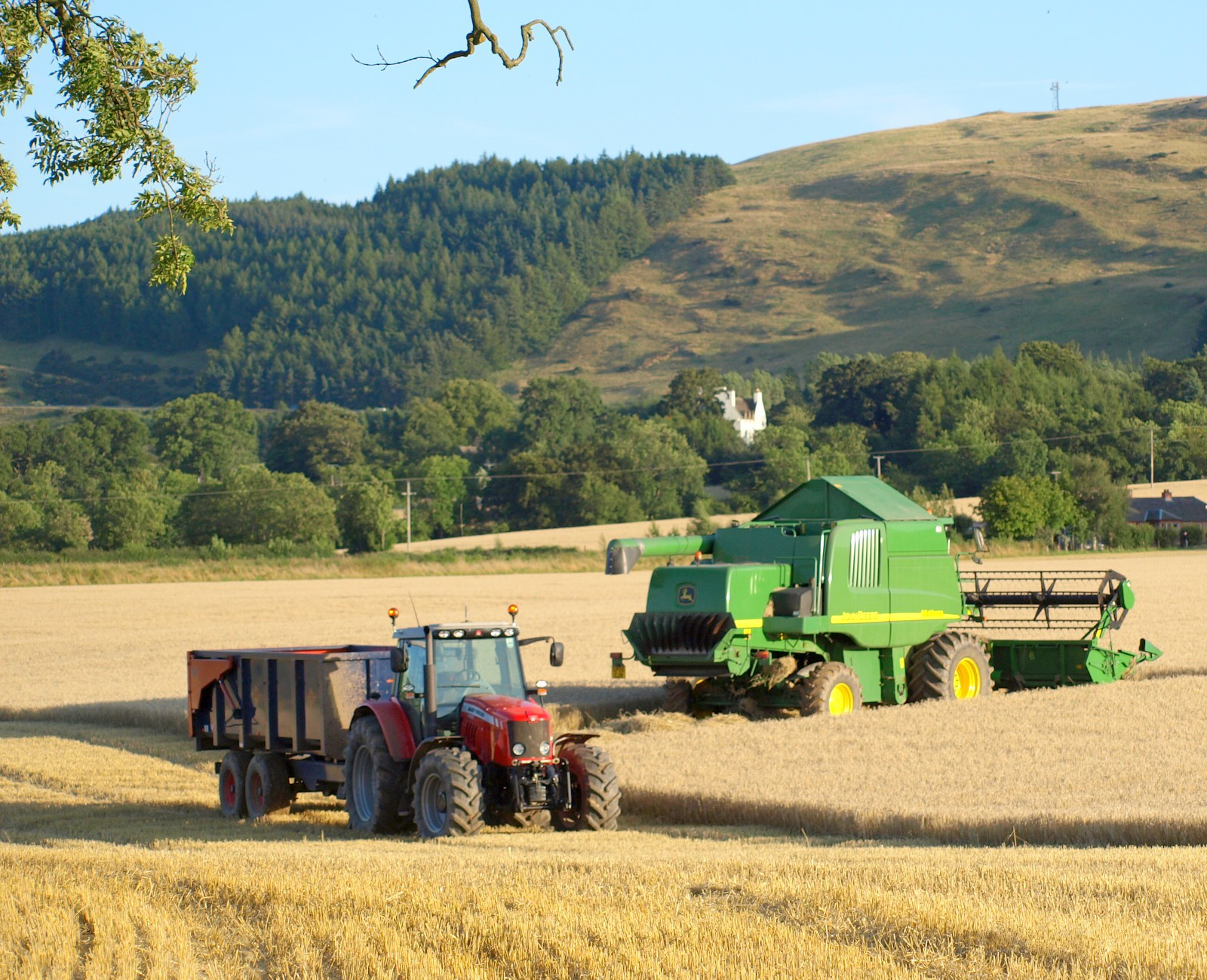
حقل لزراعة الحبوب في بيرثشاير

تشمل الزراعة في اسكتلندا استخدامات الأراضي للنشاط الزراعي أو البستاني أو الرعوي في اسكتلندا أو حول سواحلها. تعود أولى حالات الاستيطان الدائم المصحوب بالعمل الزراعي إلى العصر الحجري الحديث، منذ ما يقارب 6000 سنة. مع بداية العصر البرونزي، قبل 2000 عام، انتشرت الأراضي الزراعية على حساب الغابات. انتشرت زراعة المدرجات والمتون ابتداءً من العصر الحديدي (بدءًا من القرن السابع الميلادي). حدث انخفاض في النشاط الزراعي خلال فترة الاحتلال الروماني، وكانت بدايات العصور الوسطى فترة تدهور مناخي وأدى ذلك إلى زيادة مساحات الأراضي غير المنتجة. كان على معظم المَزارع تحقيق الاكتفاء الذاتي من الطعام، الذي يُستكمل النقص فيه عن طريق الصيد وجمع الثمار. زُرع الشوفان والشعير أكثر من الذرة، وكانت الأبقار أكثر الحيوانات المستأنسة أهمية. سمحت الحقبة القروسطية الدافئة الممتدة من عام 1150 حتى عام 1300 بالزراعة في المرتفعات العالية وأصبحت الأراضي أكثر إنتاجية. أُدخِل نظام زراعة الحقول الداخلية والخارجية على الأرجح مع الإقطاع في القرن الثاني عشر. ازدهر الاقتصاد الريفي في القرن الثالث عشر، ولكن بحلول ستينيات القرن الرابع عشر حدث هبوط حاد في الإيرادات تلاه انتعاش بطيء في القرن الخامس العشر. شهدت بدايات العصر الحديث تأثيرات العصر الجليدي الصغير، الذي بلغ ذروته في نهاية القرن السابع عشر. شهد العقد الأخير من القرن السابع عشر ركودًا، تلته أربع سنوات من الزراعات الفاشلة، ما يعرف بتسمية «السنوات السبع العجاف»، ولم يكن ذلك العجز الأخير من نوعه. بعد اتحاد عام 1707، كانت هنالك محاولة واعية بين طبقة النبلاء لتحسين الزراعة. وشملت التحسينات إدخال صناعة التبن، والمحراث الإنجليزي، والمحاصيل الجديدة، والدورة الزراعية، والتسييج. شهدت عمليات إخلاء الأراضي المنخفضة (التي كانت جزءًا من التحسينات الزراعية) الإخلاء القسري لمئات آلاف المزارعين القرويين والمزارعين المستأجرين في وسط وجنوب اسكتلندا. تلتها في وقت لاحق عمليات إخلاء المرتفعات التي شهدت تهجيرًا قسريًا للكثير من سكان المرتفعات الاسكتلندية وسُيجَت الأراضي لتربية الأغنام. أصبح أولئك الذين بقوا الآن مزارعين مستأجرين يعيشون في مزارع صغيرة.
أصبحت الزراعة الاسكتلندية في القرن العشرين متأثرة بالأسواق العالمية. حصلت زيادة كبيرة في الأسعار في الحرب العالمية الأولى، ولكن تراجعت قليلًا في العشرينيات والثلاثينيات، لتتبعها زيادة أكبر في الحرب العالمية الثانية. في عام 1947 أُصدرَت نشرات الأسعار السنوية في محاولة لتحقيق الاستقرار في السوق. وُجّهَت الجهود في المملكة المتحدة لزيادة الإنتاجية الزراعية في آواخر السبعينيات، ما أدى إلى نشوء الزراعة المكثفة. ازداد انتشار المكننة الزراعية وقل اعتماد الزراعة على اليد العاملة. أحدثت عضوية المملكة المتحدة في الاتحاد الأوروبي تغييرًا في توجهات الزراعة في اسكتلندا. أصبح نمو بعض القطاعات غير ممكن إلا في حال وجود دعم. حدثت سلسلة من الإصلاحات في السياسة الزراعية المشتركة في التسعينيات في محاولة للسيطرة على الإنتاج الزائد والحد من مشجعات الزراعة المكثفة وتخفيف الأضرار البيئية. نشأ هيكل مزدوج للمَزارع مع تقسيم الزراعة إلى مزارع تجارية وحيازات صغيرة ومتنوعة.
تشكل الأراضي المخصصة للأعمال الزراعية ما يقارب 79% من إجمالي مساحة الأراضي في. زُرِع 78% من مساحة الأراضي بالحبوب، بينما انخفضت أعداد الحيوانات الزراعية في السنوات الأخيرة. تشكل الغابات ما يقارب 15% من إجمالي مساحة الأراضي في اسكتلندا، معظمها تتبع للملكية العامة وتديرها هيئة الغابات. ارتفع إجمالي الإيرادات الزراعية منذ مطلع الألفية. يتركز إنتاج الزراعة المائية في غرب وشمال البلاد. تعتمد بعض الشركات الزراعية على مصادر دخل أخرى غير زراعية. توظف الزراعة الاسكتلندية ما يقارب 1.5% من القوى العاملة وتساهم بـ 1% من الاقتصاد الإسكتلندي.

## الطوبوغرافيا والمناخ

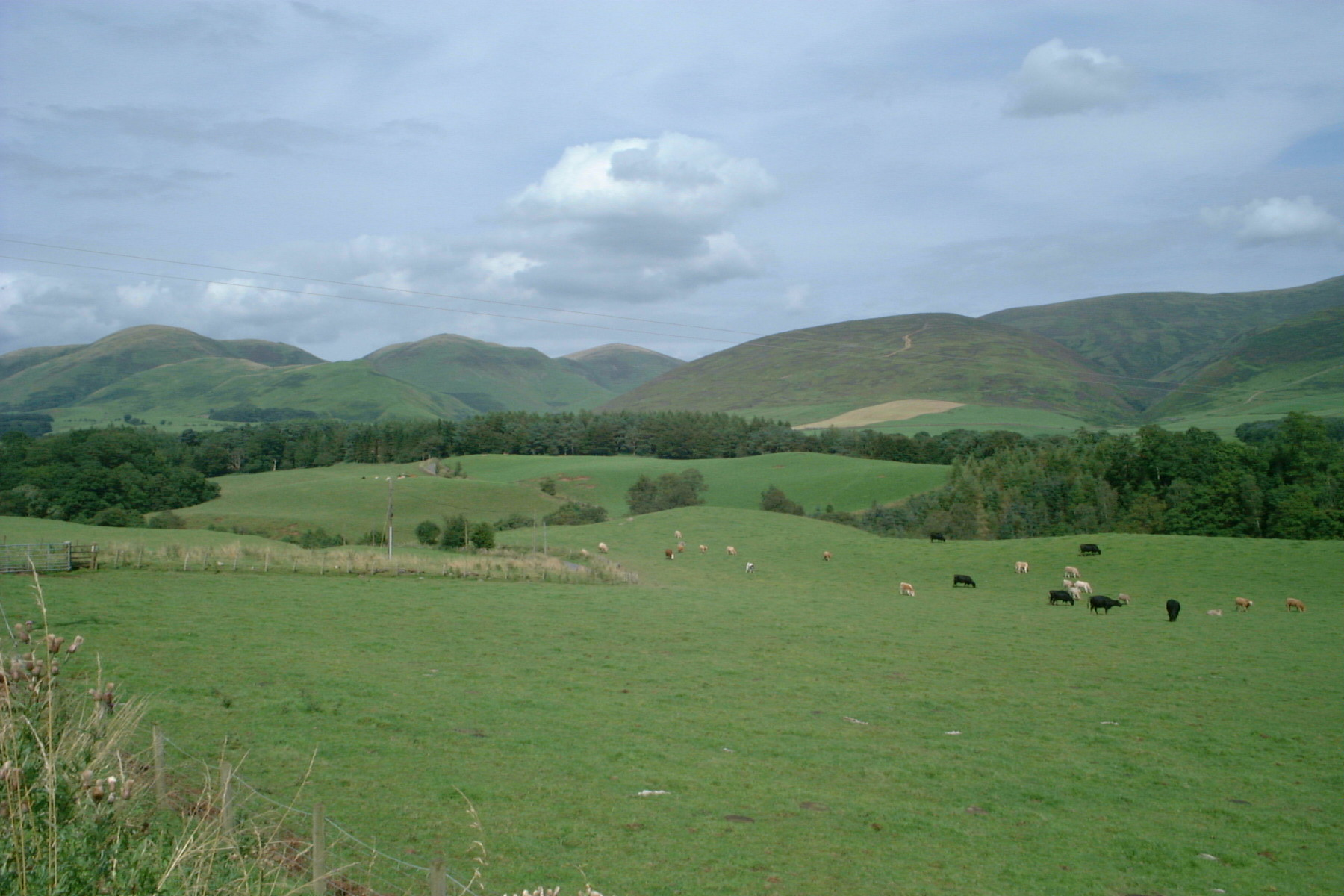
مناظر طبيعية من المرتفعات الجنوبية في اسكتلندا

تتميز الجغرافيا الاسكتلندية بالمرتفعات والجزر في الشمال والغرب والأراضي المنخفضة في الجنوب والشرق. تقسم المرتفعات أيضًا إلى المرتفعات الشمالية الغربية وجبال غرامبيان (بالإنجليزية: Grampian Mountains) بفالق «غريت غلين» (بالإنجليزية: Great Glen). تُقسم الأراضي المنخفضة إلى الحزام الخصب في الأراضي المنخفضة الوسطى والسهل والأراضي المرتفعة الجنوبية التي تتضمن تلال تشفيوت (بالإنجليزية: Chevieot Hills) التي تمر بها الحدود مع إنجلترا. يبلغ عرض حزام الأراضي المنخفضة الوسطى ما يقارب 50 ميلًا، ويحتوي على معظم الأراضي الزراعية الجيدة. تعادل مساحة اسكتلندا نصف مساحة إنجلترا وويلز، ولكن مع العديد من الخلجان والجزر والبحيرات الداخلية، فلديها سواحل تعادل سواحل إنجلترا وويلز في طولها الذي يساوي 4000 ميل. خمس مساحة الأراضي في اسكتلندا فقط على ارتفاع أقل من 60 متر فوق مستوى سطح البحر.
التربة في اسكتلندا متنوعة بالنسبة لبلد صغير نسبيًا بسبب التباين في الجيولوجيا والتضاريس والمناخ والارتفاع وتاريخ استخدام الأراضي. توجد الترب عالية الخصوبة في شرق البلاد، بما في ذلك بعض الترب التي تعتبر إنتاجية القمح والشعير فيها أفضل من أي مكان في العالم. تختلف أنواع التربة في اسكتلندا عن معظم مناطق المملكة المتحدة وأوروبا، وتوفر موائل قيمة للحياة البرية والنباتات. وهي ترب ذات طبيعة حامضية وتحوي تراكيز مرتفعة من الكربون العضوي. تكون ذات نسيج خشنة بشكل رئيسي وغالبًا ما تبدي ضعفًا في التصريف.
المناخ في اسكتلندا معتدل وشديد التقلب، ولكن نادرًا ما يكون متطرفًا. يُدفأ المناخ الإسكتلندي بواسطة التيار الأطلسي الشمالي على الرغم من موقع موقع الدولة الشمالي، وتواجه ظروفًا جوية أكثر اعتدالًا من مناطق أخرى على خط العرض نفسه. متوسط درجات الحرارة أقل من بقية أجزاء بريطانيا العظمى. تكون المناطق الساحلية في اسكتلندا أكثر دفئًا من المناطق الشرقية والداخلية، نظرًا لتأثير تيارات المحيط الأطلسي، درجة حرارة سطح البحر المنخفضة بحر الشمال. يتباين إجمالي الهطول المطري بشكل كبير بين المناطق في اسكتلندا. تُعد المرتفعات الغربية في اسكتلندا أحد أكثر المناطق أمطارًا في المملكة المتحدة، فيصل معدل هطول الأمطار السنوي فيها إلى 4,577 ملم (180.2 بوصة). بالمقارنة، يهطل في معظم مناطق شرق اسكتلندا أقل من 860 ملم (34.3 بوصة) سنويًا، نظرًا لوقوعها في صحراء الظل المطري للمرتفعات الجبلية الغربية. تتراوح معدلات السطوع الشمسي السنوي بين القليلة: (711 - 1140) ساعة في المرتفعات والشمال الغربي، وتصل حتى (1471 - 1540) ساعة في الشرق الأقصى والسواحل الجنوبية الغربية. تسود الرياح الجنوبية الغربية، فتجلب الهواء الدافئ والرطب المتقلب من المحيط الأطلسي. تقع المناطق الأكثر رياحًا في اسكتلندا في الشمال والغرب، وتواجه أجزاء من الجزر الغربية (هبرديس الخارجية) وأوركني وشتلاند أكثر من 30 يوم من الريح الهوجاء في السنة. تعد المنخفضات الأطلسية الشديدة المعروفة أيضًا باسم العواصف الهوائية الأوروبية سمة شائعة في فصلي الخريف والشتاء في اسكتلندا.